# Mancomunidad de Esca-Salazar
La Mancomunidad de Residuos Sólidos Esca-Salazar (Eska-Zaraitzu Hondakin Solidoen Mankomunitatea en euskera) es el ente supramunicipal que agrupa a los municipios de la Comarca de Roncal-Salazar, de Navarra (España). Su sede se encuentra en la localidad de Navascués. Su competencia se centra en la recogida de los residuos sólidos urbanos.

## Zona de actuación
La mancomunidad está integrada por los municipios de: Burgui, Castillonuevo, Esparza de Salazar, Ezcaroz, Gallués, Garde, Güesa, Isaba, Izalzu, Jaurrieta, Navascués, Ochagavía, Oronz, Romanzado, Roncal, Sarriés, Urzainqui, Uztárroz y Vidángoz.

## Gestión de los residuos urbanos
La Mancomunidad gestiona los residuos urbanos a través de su recogida selectiva, que afecta a las diferentes fracciones: materia orgánica y resto, envases, papel-cartón y vidrio. La Mancomunidad participa en el Consorcio de Residuos de Navarra.
Los residuos orgánicos y de la fracción resto (contenedor verde) son trasladados a la planta de tratamiento de El Culebrete. Los envases recogidos son trasladados la planta de selección de Peralta para su posterior aprovechamiento y reciclaje. Utiliza para ello la estación de transferencia de residuos de Sangüesa.

## Antiguo vertedero de Aspurz, Navascués
El antiguo vertedero de Aspurz, en Navascués, fue sellado y clausurado en 2008.